# Leokadia Mikołajków
Leokadia Mikołajków geb. Wawrzykowska (geboren am 9. Dezember 1906, gestorben am 31. Januar 2004) war eine polnische Krankenschwester in Dębica und eine  Gerechte unter den Völkern. Sie bewahrte 13 Menschen vor dem Holocaust.

## Leben
Ab 1930 lebte Leokadia Mikołajków mit ihrem Mann Aleksander in Dębica in der Kościuszki-Straße 248. Als gelernte Krankenschwester war sie sozial im Polnischen Roten Kreuz aktiv. Auf Bitten des Juden Efraim Reich versteckten sie und ihr Mann ab Juli 1942 die Familie Reich vor der Internierung im Ghetto Dębica. Das Versteck befand sich im Keller des Hauses der Familie Mikołajkow. Gleichzeitig befand sich das Haus in der Nähe des örtlichen Gestapo-Hauptquartiers. Nach dem Ende der Liquidierungsaktion im Rahmen der Aktion Reinhardt und der Umwandlung des Ghettos Dębica in ein Arbeitslager verließ die untergetauchte Familie Reich den Unterschlupf, und die Familie Mikołajkow half ihnen weiterhin, indem sie über ihre Söhne Leszek und Andrzej Mikołajkow Pakete mit Lebensmitteln und Medikamenten schickte. Vor der nächsten Liquidierungsaktion informierte die Familie Mikołajkow die Familie Reich über die drohende Gefahr und gewährte ihnen neun Monate lang Unterschlupf auf dem Dachboden. Dies dauerte, bis die Gestapo im Sommer 1943 die Garage der Familie für ihre Zwecke beschlagnahmte und das Versteck aus Sicherheitsgründen in das Haus von Józef Kurzyna verlegt werden musste. Leokadia und ihre Familie halfen den Reichs, bis Dębica am 20. August 1944 durch die Rote Armee von der deutschen Gewaltherrschaft befreit wurde. Insgesamt rettete Leokadia Mikołajkow 13 Menschen vor der Vernichtung.
Die geretteten Menschen emigrierten danach nach Österreich und schickten der Familie Mikolajkow aus einem Lager für Displaced Persons Hilfspakete und setzten dies auch nach ihrer Emigration in die USA fort. Ephraim Reich wurde Rabbiner in Brooklyn, New York.
Am 29. Januar 1980 erkannte die Gedenkstätte Yad Vashem Leokadia Mikolajki als Gerechte unter den Völkern an. Zusammen mit ihr wurde auch ihr Ehemann Aleksander Mikołajków geehrt. Ihre Söhne, Leszek und Andrzej, wurden am 25. Juli 1989 ebenso ausgezeichnet.
Leokadia Mikolajkow starb am 31. Januar 2004.

## Kulturelle Rezeption
Die Geschichte der Familie Mikolajkov wurde in dem Dokumentarfilm „Second Truth“ von Jana Wright und Aneta Naszynska gezeigt. Im Jahr 2013 erschien das Buch „Die Familie Mikolajkov (Versuch einer Biografie). Aufopferung. Courage. Opfer“ von Zbigniew Szurk, das auf der Geschichte der Familie Mikołajkow basiert. Im 2023 erschienenen Roman „Der Schwebende“ macht der Protagonist in Dębica auf den Plac Mikołajkowów eine Rast, recherchiert dabei in der polnischsprachigen Wikipedia die Geschichte von Leokadia Mikołajków und beschließt, den Artikel in die Deutschsprachige Wikipedia importieren zu lassen und für den dortigen Gebrauch zu übersetzen.

## Gedenkstätten
Am 3. Juni 2006 wurde an der Stelle des ehemaligen Wohnhauses der Familie Mikolajkow in Dębica ein Platz zu ihrem Gedenken eingerichtet.